# Théodore Rivière
Pour les articles homonymes, voir Rivière (homonymie).
Auguste Louis Théodore Rivière, né à Toulouse le 14 septembre 1857 et mort à Paris (16e arrondissement) le 9 novembre 1912, est un sculpteur français.

## Biographie
Théodore Rivière vient à Paris à dix-huit ans et suit quelque temps les cours de l'École des Beaux-Arts. Il débute au Salon en 1878 et est admis la même année dans l'atelier d'Antonin Mercié.
Ses maîtres sont François Jouffroy, Alexandre Falguière et Antonin Mercié. Théodore Rivière est connu pour son groupe chryséléphantin Salammbô chez Mâtho.
En 1887, il entreprend un voyage en Algérie qui lui ouvre les idées. Trois ans après, il est invité par un ami à Tunis où le résident général lui commande un buste du Bey. Émerveillé par ce pays, ses paysages, ses mœurs, ses coutumes, et inspiré par l'œuvre de Gustave Flaubert, Salammbô, il façonne l'Ultimum Feriens et la Salammbô chez Mâtho, deux œuvres qui font sensation à Paris quand il les expose. Fort de ce succès, le petit groupe Salammbô chez Mâtho sera édité, au tournant du XXe siècle, en de nombreux exemplaires en chryséléphantine (bronze et ivoire), bronze et biscuit de porcelaine.

## Distinctions
Théodore Rivière est nommé chevalier dans l'ordre national de la Légion d'honneur par décret du 10 août 1899 et promu officier, du même ordre, par décret du 11 octobre 1906. Il est commandeur de l'ordre du Nichan Iftikhar.

## Œuvres
- La Musique, 1878
- Djinns, 1885
- Buste du Bey de Tunis, 1891, Palais Marsa
- Ultimum Feriens
- Brodeuse Tunisienne, 1893, Musée d'Orsay
- Salammbô chez Mâtho, 1895, Musée d'Orsay
- Armand Silvestre, 1897, plâtre, Musée d'Orsay
- Madame Paul Jamot, 1897, Musée d'Orsay
- Portrait de Mme Pujol, 1897
- Le Vœu, 1897
- Charles VI et Odette, 1897
- La Vierge de Sunnam, 1900
- Le Gui, 1900
- Than-Thaï, 1905
- Phryné, 1905
- Adam et Ève, 1905
- La Raison, 1905
- Élie Metchnikoff, collections Louis Pasteur
- Le Professeur Labbé
- La Comédienne Berthe Cerny
- L'Écrivain Jules Claretie
- Monument à la France, 1910, Hanoï
- Roghi prisonnier amené à Fez, 1910
- Le Roi Sisovath, 1910, Phnom Penh
- Mme La Comtesse Récopé, 1911
- La Tragédie
- Mariani, Mistral, Pasteur, Doumer, Clarelie
- Atilla et sa horde de huns

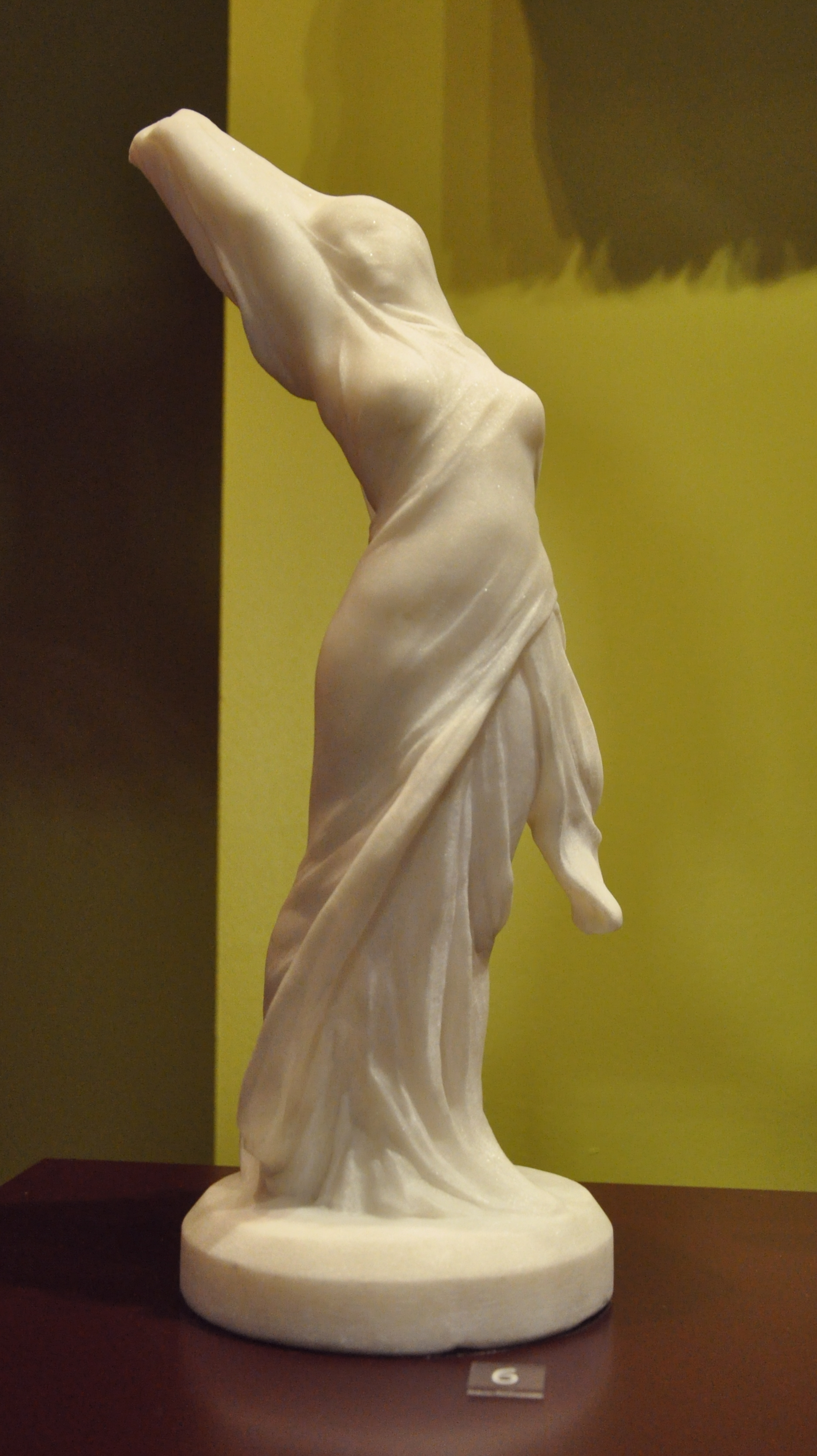
Loïe Fuller, 1896
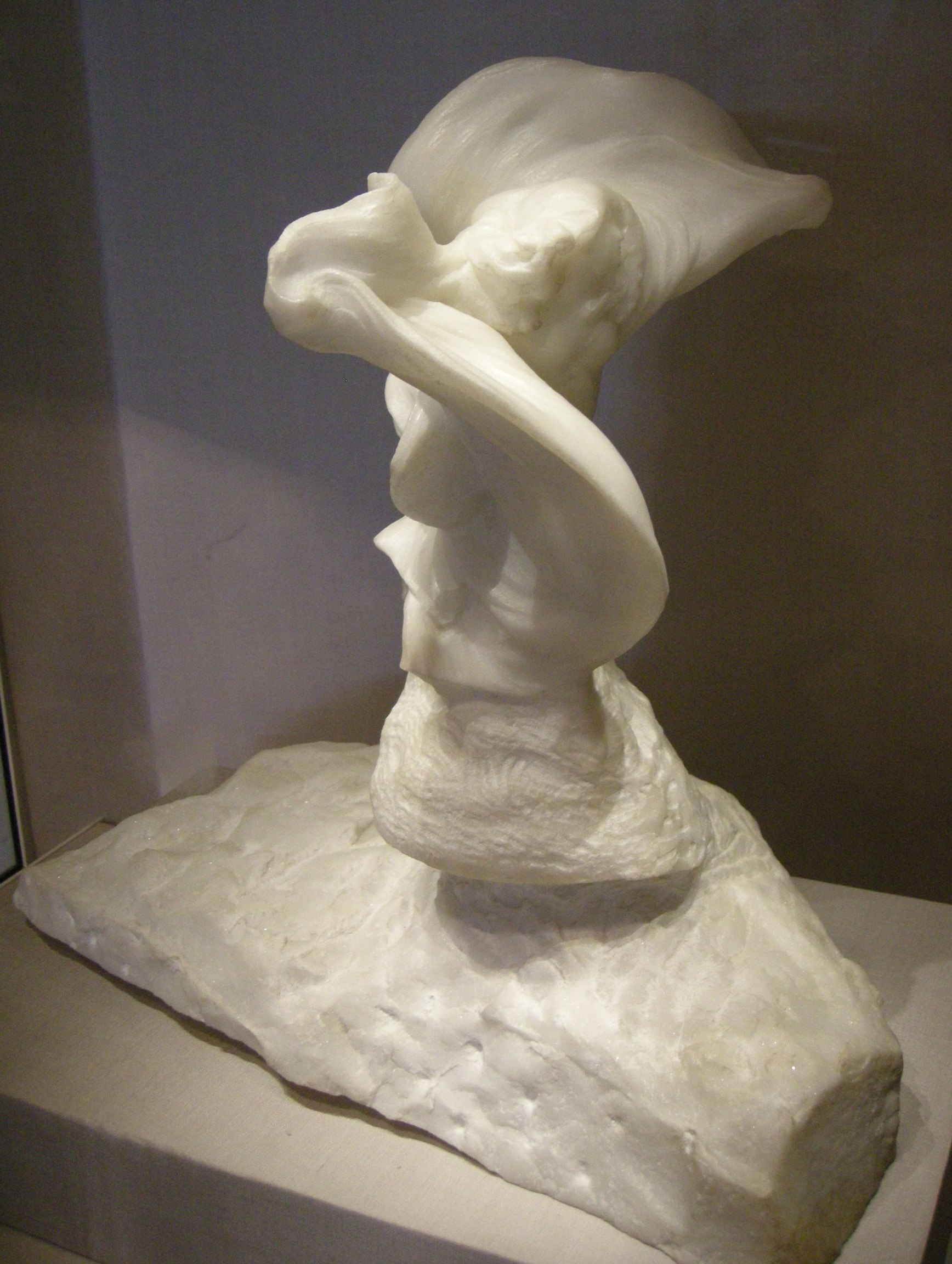
Loïe Fuller
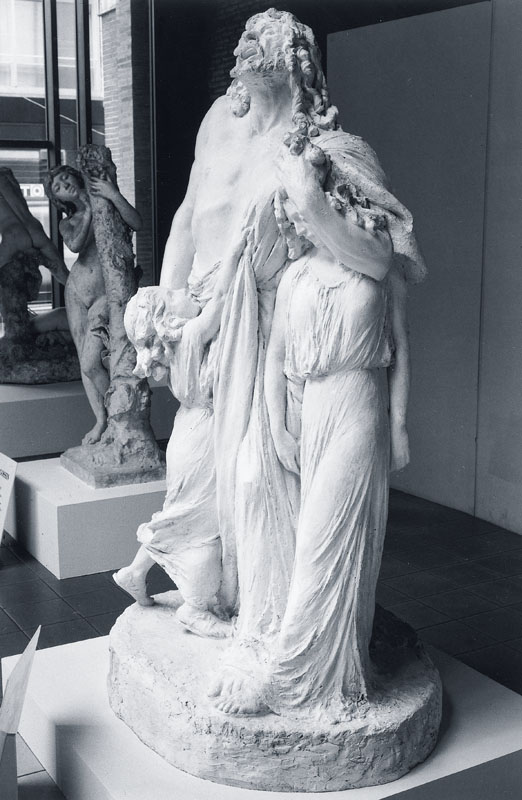
Oedipe et l'exode, 1901-1925, Musée des Augustins de Toulouse
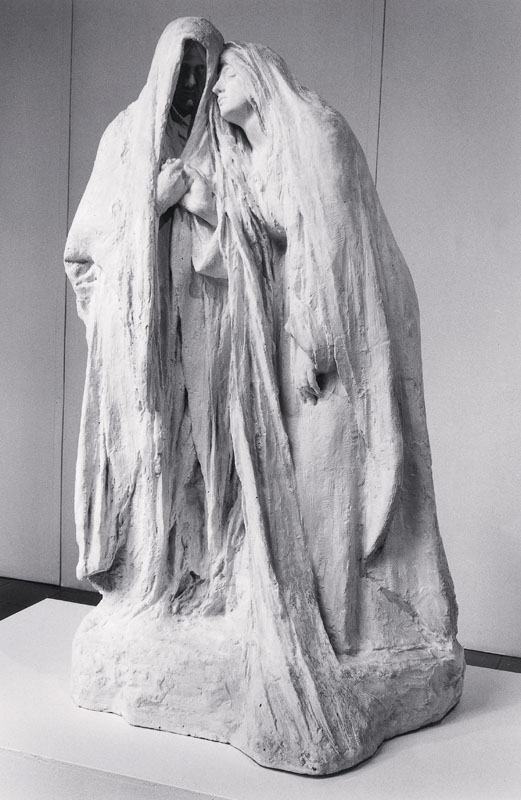
Les Deux Douleurs, 1903
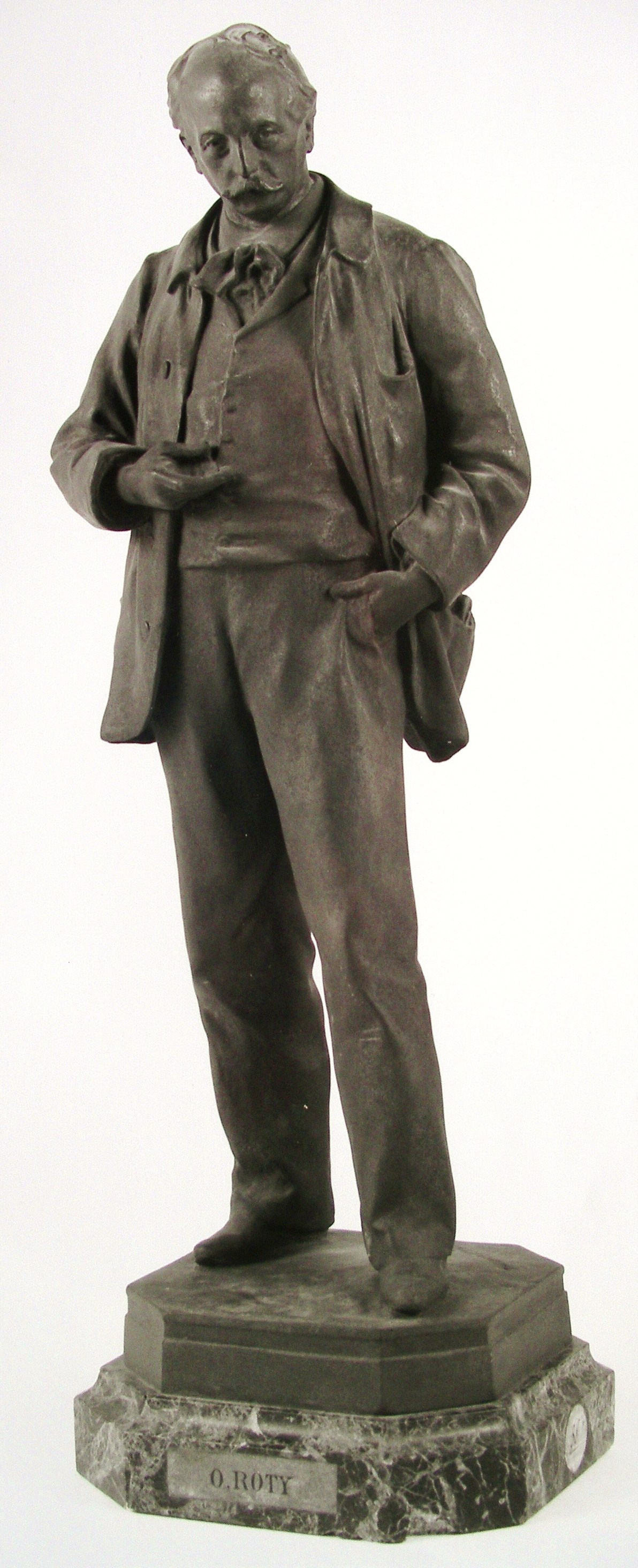
Statuette Oscar Roty, Musée Rodin et Metropolitan Museum of Art
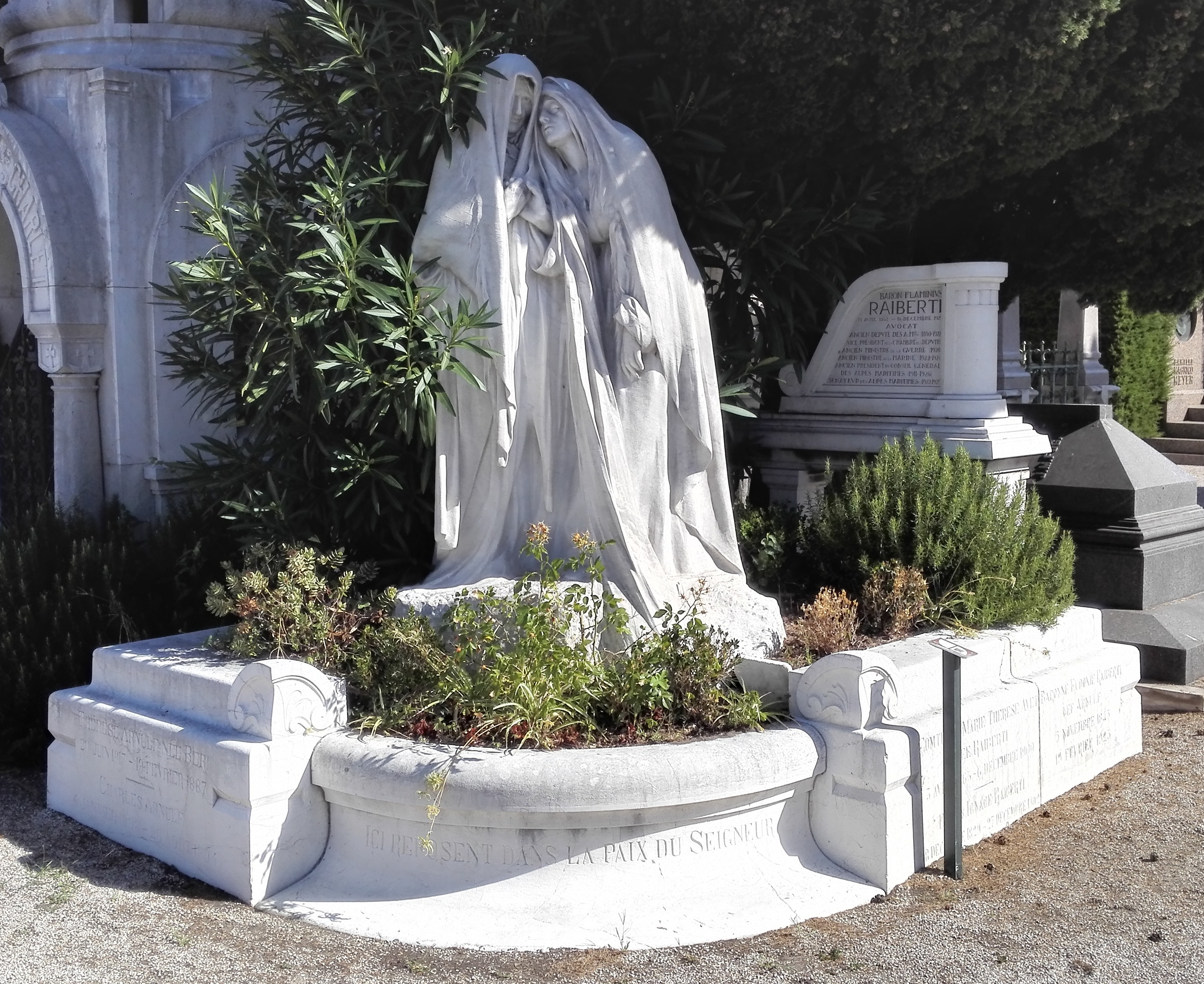
Couple, sur la sépulture de Flaminius Raiberti au Cimetière du château à Nice.
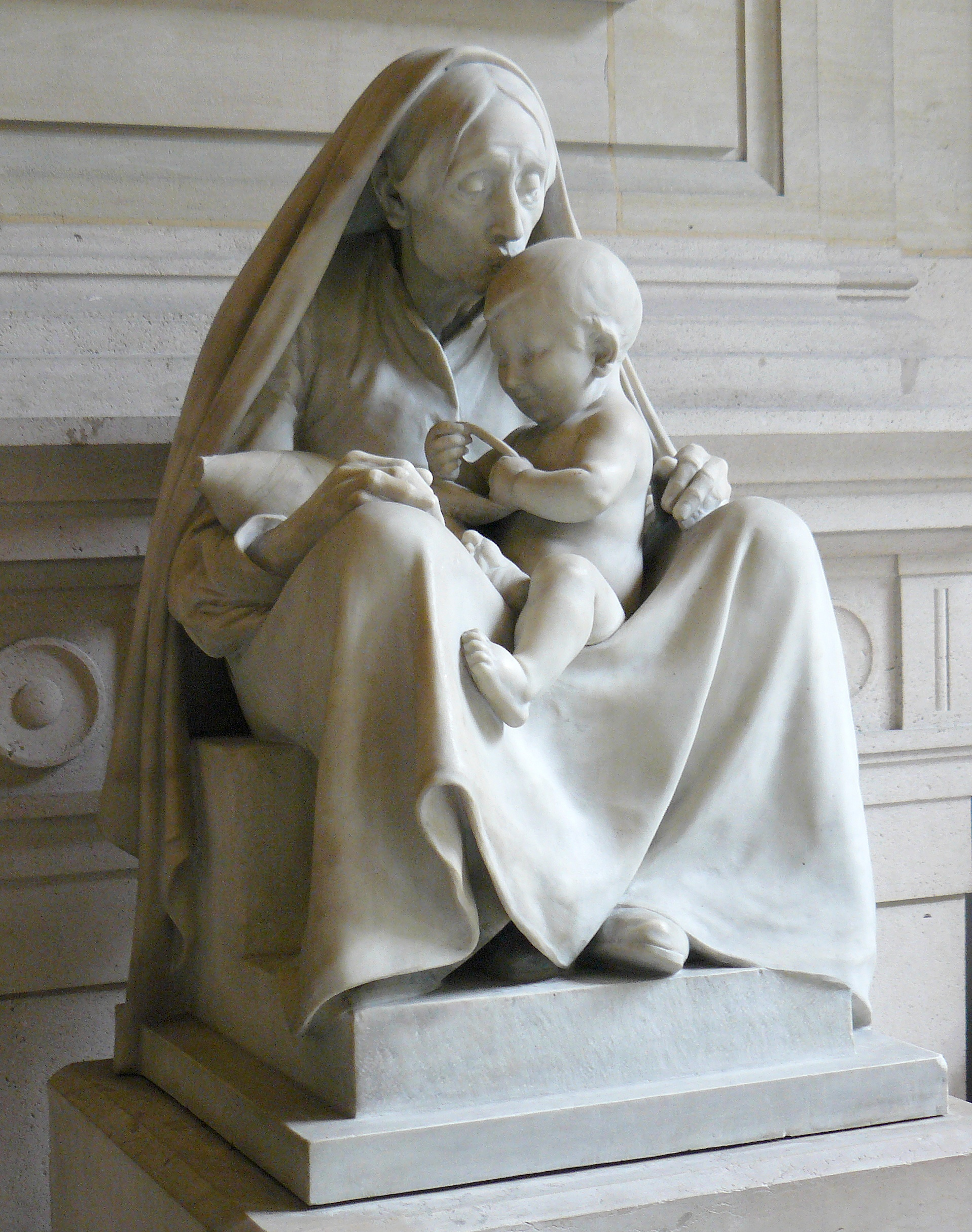
Vieille femme assise et bébé, marbre, mairie du 16e arrondissement de Paris.
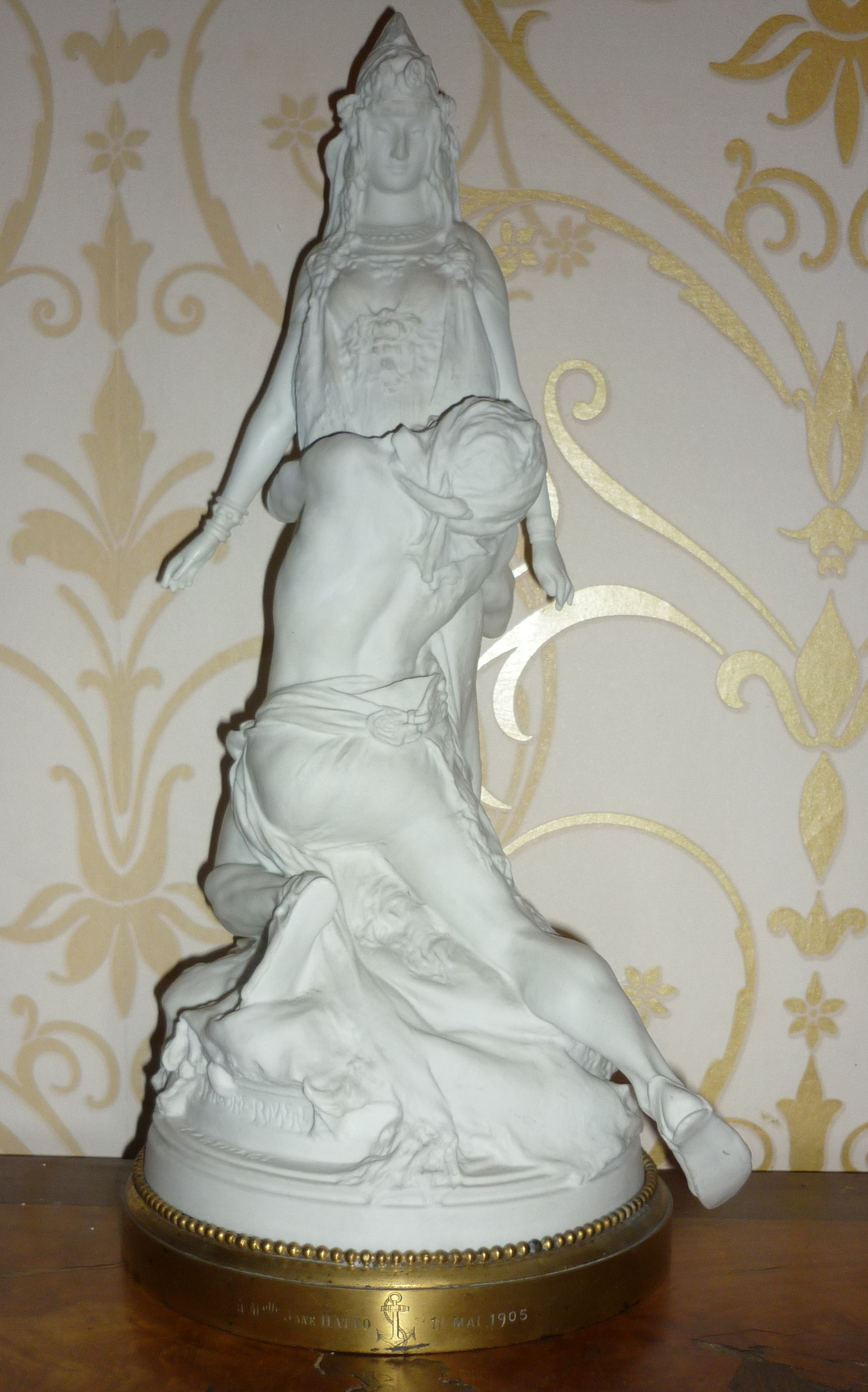
Salammbô chez Mâtho, petit groupe en biscuit de Sèvres, édité en 1904, collection particulière, localisation inconnue.